# French Open
French Open, známý pod názvem Roland Garros (oficiálně francouzsky Les Internationaux de France de Roland Garros nebo Tournoi de Roland-Garros, také Mezinárodní mistrovství Francie v tenise), je druhý ze čtyř tenisových turnajů nejvyšší kategorie – Grand Slamu, každoročně hraný na přelomu května a června. Pojmenování získal po francouzském válečném letci Rolandu Garrosovi, který roku 1913 jako první přeletěl Středozemní moře. Úvodní ročník se konal v roce 1891 pod názvem Championnat de France. Až do počátku otevřené éry tenisu se v angličtině jmenoval French Championships. V sezóně 1968 byl pak turnaj jako první z grandslamů otevřen profesionálním tenistům, což odráží část „Open“ v názvu. 
Od roku 1928 je dějištěm události dvanáctihektarový tenisový areál Stade Roland-Garros ležící na území 16. městského obvodu Paříže v sousedství Buloňského lesíka. Představuje jediný ze čtyř nejvýznamnějších turnajů velké čtyřky hraný na otevřených antukových dvorcích. Největším z dvaceti tří kurtů je Court Philippe-Chatrier s kapacitou 15 tisíc diváků, jenž získal název po sportovním funkcionáři Philippu Chatrierovi. V roce 2020 byl opatřen zatahovací střechu. Druhý hlavní dvorec pro deset tisíc osob nese jméno Court Suzanne-Lenglen po tenisové legendě Suzanne Lenglenové a zastřešen byl pro letní olympiádu 2024. V březnu 2019 byl otevřen třetí stadion, Court Simonne-Mathieu pro 5 tisíc diváků, pojmenovaný po šampionce turnaje a člence hnutí odporu Simonne Mathieuové.
Grandslam je nejsledovanější francouzskou událostí ve světě. Pro pomalý antukový povrch, sedm kol a mužskou dvouhru na tři vítězné sety, je French Open považován za fyzicky nejnáročnější tenisový turnaj světa. V roce 2022 byl za stavu her 6–6 v rozhodující sadě všech zápasů zaveden tiebreak do 10 bodů, s nutností minimálně dvoubodového rozdílu.
Program zahrnuje soutěže mužské i ženské dvouhry, mužskou, ženskou a smíšenou čtyřhru, soutěže juniorů, legend a vozíčkářů. Na počest čtyř francouzských tenistů první poloviny 20. století označovaných jako „čtyři mušketýři“ získává vítěz mužské dvouhry Pohár mušketýrů. Vítězka ženské dvouhry je oceněna Pohárem Suzanne Lenglenové. V sezóně 2006 finanční odměny žen vyrovnaly prémie mužů. Generálním partnerem je bankovní dům BNP Paribas a oficiálními partnery Emirates, Lacoste, Renault a Rolex.
Rafael Nadal získal v letech 2005–2022 čtrnáct trofejí, čímž vytvořil rekord nejvyššího počtu titulů z dvouhry jediného grandslamu. Jako první profesionální tenista rovněž vyhrál jakýkoli turnaj čtrnáctkrát. Na Roland Garros se stal prvním startujícím s alespoň 100 vítěznými zápasy, i prvním hráčem historie, jenž podesáté obhájil titul z jediného grandslamu. Rekordmankou v ženské dvouhře se stala Chris Evertová se sedmi trofejemi. 

## Název
Oficiální název grandslamu ve francouzštině zní „Les internationaux de France de Roland-Garros“, ve zkrácené podobě pak „Tournoi de Roland-Garros“. Běžnými názvy jsou anglický „French Open“ a případně také jednoduchá mezinárodně používaná forma „Roland Garros“. Ve francouzštině je spojovník do jmen vkládán po úmrtí osoby, a proto korektní forma zápisu jména letce je „Roland-Garros“. Malá encyklopedie tenisu uvádí český název grandslamu ve formě „Mezinárodní mistrovství Francie“.

## Historie

### Championships éra

#### 1891–1924: Uzavřený šampionát
Na první ročník grandslamu, který se uskutečnil v roce 1891, měli přístup pouze hráči registrovaní ve francouzských tenisových oddílech. Mezi ně patřil také Brit H. Briggs, jenž si odnesl debutovou výhru. Počátečnímu období dominoval Francouz Max Decugis s rekordními osmi amatérskými tituly. Název turnaje zněl Championnat de France. V angličtině se používal překlad „French Championships“. Premiérový ročník ženské části proběhl v roce 1897 a vítězkou se v prvních třech letech stala Francouzka Adine Massonová, která získala celkem pět titulů.

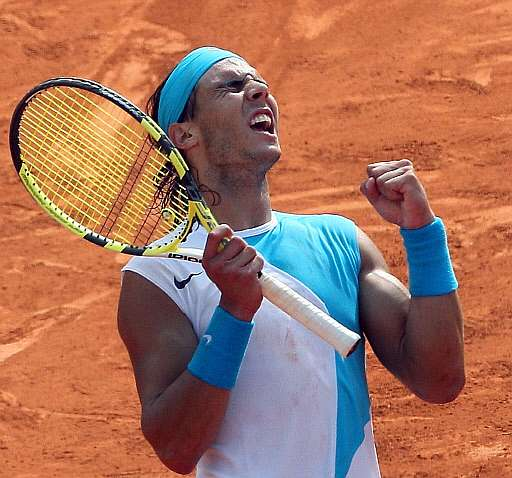
Rafael Nadal vítězí ve finále dvouhry 2007 nad Federerem. První z rekordních čtrnácti titulů získal jako 19letý v roce 2005 a poslední pak v 36 letech roku 2022. Jeho celková bilance zápasů činila 112–4 a setů 335–37.

Uzavření soutěží výlučně pro tenisty francouzských klubů trvalo do roku 1924. V této počáteční fázi se dějištěm konání staly postupně čtyři lokality:
- Île de Puteaux v Puteaux – hrálo se na pískovém povrchu se štěrkovým podkladem
- Racing Club de France v pařížském Buloňském lesíku – hrálo se na antuce
- Société Athlétique de la Villa Primrose v Bordeaux – ročník 1909, hrálo se na antuce
- Tennis Club de Paris, v pařížské čtvrti Auteuil – hrálo se na antuce

Současně s tímto turnajem se v období 1912–1914 a v letech 1920, 1921 a 1923, konala na antukových dvorcích Stade français v Saint-Cloud druhá tenisová soutěž World Hard Court Championships (WHCC; česky Mistrovství světa na tvrdých dvorcích). Roku 1922 proběhla její soutěž v Bruselu. Někdy je právě tento turnaj považován za skutečného předchůdce druhého grandslamu sezóny, protože byl od počátku otevřen i zahraničním tenistům. Dvakrát tuto událost vyhrála novozélandská světová jednička Tony Wilding (1913, 1914), a později také první hráč světa Američan Bill Tilden (1921). V roce 1924 již WHCC neproběhl v důsledku konání pařížských letních olympijských her.

#### 1925–1945: Otevření světu a čtyři mušketýři

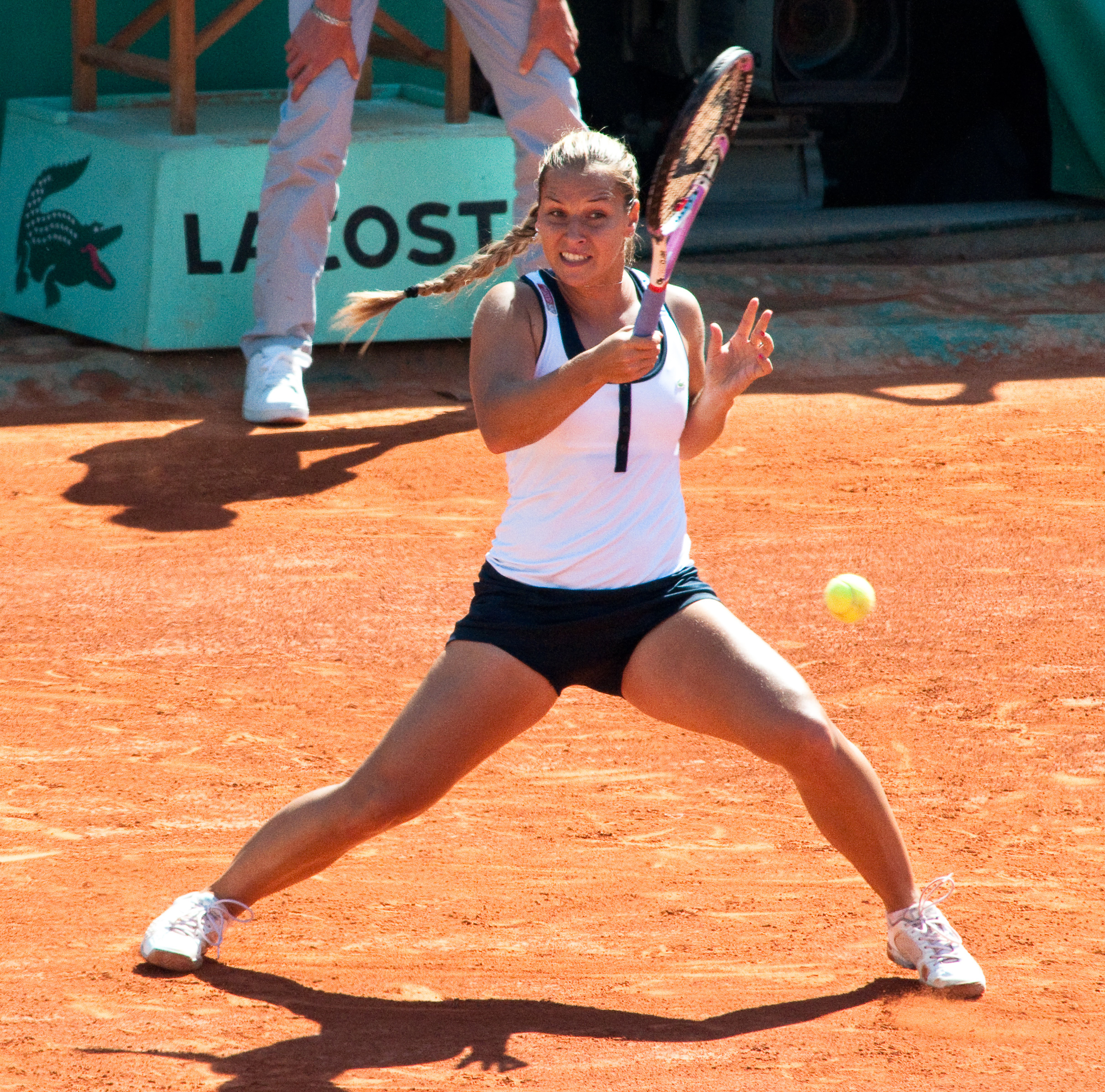
Dominika Cibulková bojuje na French Open 2009

V roce 1925 byl Championnat de France poprvé otevřen i zahraničním amatérským tenistům. V letech 1925 a 1927 se uskutečnil na antukových dvorcích Stade français v Saint-Cloud, kde se předtím odehrávalo Mistrovství světa na tvrdých dvorcích. Roku 1926 turnaj hostil Racing Club de France v Buloňském lesíku, tedy místo, na němž se v předchozích letech konal uzavřený francouzský šampionát.
Po francouzském vítězství „čtyř mušketýrů“ – René Lacosta, Jeana Borotry, Henri Cocheta a Jacquese Brugnona, nad družstvem Spojených států v Davis Cupu 1927 konaném ve Filadelfii, se Francouzi rozhodli rychle vybudovat nový sportovní areál, na kterém by obhajovali ve vyzývacím finále salátovou mísu. Tak vznikl záměr vzniku Tenisového areálu Rolanda Garrose, který byl otevřen již v roce 1928 ve čtvrti Autiel na jihu Paříže. Od tohoto data se v něm každoročně koná grandslam French Open, do roku 1968 hraný pod názvem French Championships. Pojmenování tenisový areál získal po francouzském letci Rolandu Garrosovi, který 23. září 1913 jako první přeletěl Středozemní moře a poté se účastnil v roli bojového pilota první světové války.
Antukový povrch na dvorcích je relativně pomalý, což vede k možnosti rozvinutí obranného stylu hry. Vítězové jsou obvykle vnímání jako nejlepší tenisté na antuce pro dané období. Turnaj se neuskutečnil v obdobích první (1915–1919) a druhé světové války (1940–1945). Ve vichistickém režimu byl v letech 1941–1945 hrán turnaj Tournoi de France, tenisové mistrovství uzavřené jen pro francouzské tenisty, jehož dvojnásobným šampiónem se stal Bernard Destremau a třikrát na něm triumfoval Yvon Petra. Francouzská tenisová federace jej však nezahrnuje do historie grandslamu.

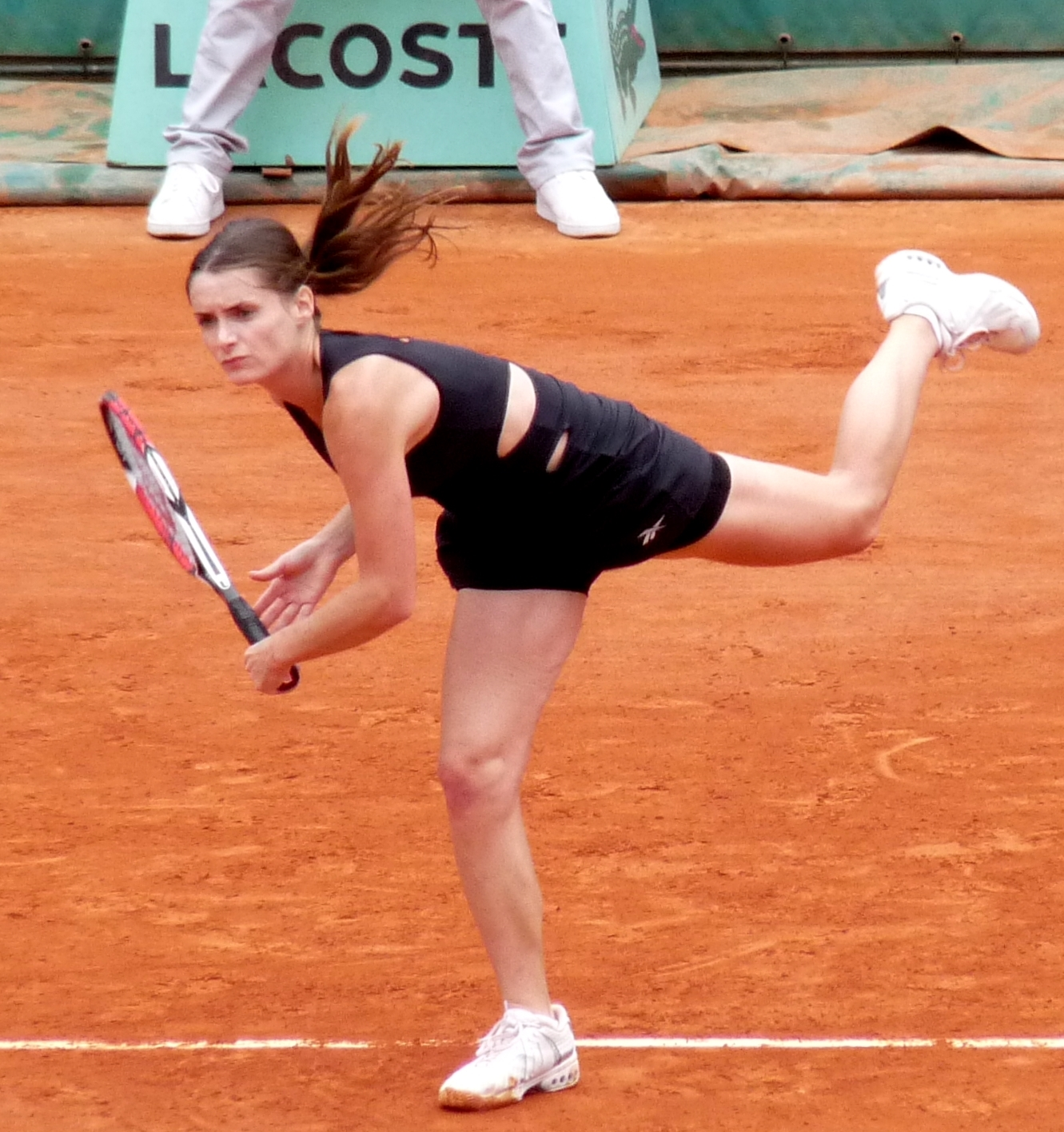
Iveta Benešová podává na French Open 2009

Ve dvacátých letech ovládli mužské soutěže čtyři mušketýři, přesto se žádnému z nich nepovedlo titul obhájit. Francouzskou dominanci přerušil v roce 1933 Australan Jack Crawford. Do roku 2013 pak grandslam vyhráli pouze dva další domácí hráči, a to v roce 1946 Marcel Bernard, který v pětisetové finálové bitvě porazil československého tenistu Jaroslava Drobného, a podruhé roku 1983 Yannick Noah po výhře nad Švédem Matsem Wilanderem.
Ve třicátých letech byli hlavními postavami grandslamu Crawford, Němec Gottfried von Cramm a Brit Fred Perry. Roku 1938 zvítězil v boji o titul nad Čechoslovákem Roderichem Menzelem první Američan Don Budge, jenž danou sezónu také získal premiérový čistý grandslam v historii tenisu.
Mezi ženami se ve dvacátých letech prosadila Francouzka Suzanne Lenglenová se šesti tituly, následována čtyřmi výhrami Američanky Helen Willsové Moodyové a v letech 1935–1937 třemi trofejemi Němky Hilde Krahwinkel Sperlingové.

#### 1946–1967: Dominance Australanů a Američanek
První dva ročníky pařížského grandslamu konané po druhé světové válce, v letech 1946 a  1947, se hrály až po londýnském Wimbledonu, jako třetí událost ze čtyř.

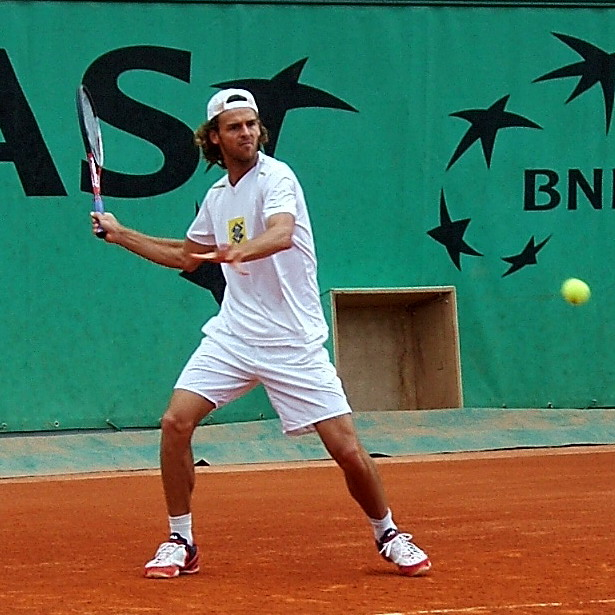
Trojnásobný vítěz dvouhry Gustavo Kuerten

V roce 1947 získal titul Maďar József Asbóth a v 50. letech se mezi hlavní osobnosti zařadil československý tenista, jenž později získal egyptské občanství od krále Farúka, Čech Jaroslav Drobný. Po finálových nezdarech z let 1946, 1948 a 1950, vyhrál následující dva ročníky 1951 a 1952. V roce 1953 pak v semifinále nestačil na nastupujícího australského tenistu Kena Rosewalla, který se stal v osmnácti letech a sedmi měsících věku, do té chvíle nejmladším vítězem French Championships.
Ženskou část v poválečné etapě ovládly Američanky, když si v letech 1946–1960 připsaly vítězství Margaret Osborneová duPontová, Patricia Canningová Toddová, Doris Hartová, Shirley Fryová Irvinová, Maureen Connollyová Brinkerová a konečně v roce 1960 tuto zámořskou šňůru zakončila Darlene Hardová. V roce 1958 se Maďarka Zsuzsa Körmöczyová stala vůbec nejstarší šampiónkou pařížské události, když vyhrála ve věku třiceti tří let a devíti měsíců.
Od roku 1956 následovalo třináctileté období dominance australských hráčů, které po titulech Roye Emersona, Rosewalla a Freda Stolla v roce 1969 titulem završil Rod Laver, který v dané sezóně získal druhý čistý grandslam v mužském tenisu. Nesnadné soupeře Australanů v této éře představovali Ital Nicola Pietrangeli a Španěl Manuel Santana, oba se dvěma vítězstvími.
V šedesátých letech si mezi ženami po dvou titulech připsaly Australanka Margaret Courtová a Britka Ann Haydonová-Jonesová.

### Open éra
V sezóně 1968 došlo k otevření turnaje pro profesionály a od tohoto roku název grandslamu zní French Open.
Protože otevření Australian Open proběhlo až v roce 1969, stal se French Open 1968 historicky prvním grandslamem, na němž mohli startovat profesionální hráči. Tento ročník vyhrál Australan Ken Rosewall, jenž v boji o titul zdolal krajana Roda Lavera. Ve finále ženské dvouhry triumfovala americká tenistka Nancy Richeyová, na jejíž raketě ve finále skončila Haydonová-Jonesová. V roce 1969 pak potřetí triumfovala Margaret Courtová, která v dané sezóně zkompletovala jako první tenistka otevřené éry čistý grandslam ve dvouhře. Celkově pařížskou dvouhru vyhrála pětkrát (z toho 3× v otevřené éře).

#### 70. a 80. léta: Nástup Borga a opět Američanek

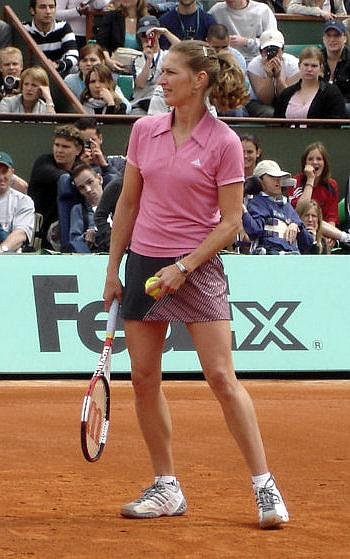
Šestinásobná šampiónka dvouhry Steffi Grafová

Od počátku sedmdesátých let, po ukončení australské nadvlády, se začali prosazovat evropští tenisté. Dva tituly v řadě si připsal československý hráč Jan Kodeš, následován Španělem Andrésem Gimenem, který se v roce 1972 stal ve věku třiceti čtyř let a deseti měsíců, vůbec nejstarším vítězem French Open v historii. Od roku 1974 nastala dominantní etapa Švéda Björna Borga, jehož šest trofejí nasbíraných do roku 1981 dokázali přerušit pouze Ital Adriano Panatta (1976), jenž ho porazil v prvním kole a Argentinec Guillermo Vilas (1977). Osmnáctiletý Börg se vítězstvím v roce 1974 stal nejmladším šampiónem turnaje, když překonal věkový rekord Rosewalla.
Tiebreak do 7 bodů byl zaveden v roce 1973. Do roku 2022 se nehrál v rozhodující sadě zápasů, kdy všechny rozhodující sady za stavu her 6–6 začala uzavírat zkrácená hra do 10 bodů.
Od sezóny 1972, kdy titul získala Billie Jean Kingová, nastoupila druhá perioda dominance amerických tenistek, která skončila až rokem 1986. Během této etapy vytvořila rekord v počtu sedmi titulů Chris Evertová, dvě výhry zaznamenala také Martina Navrátilová, která již v Paříži startovala s americkým občanstvím. Od roku 1987 se prosazovaly Evropanky, nejvíce pak Němka Steffi Grafová s šesti vítězstvími, která v roce 1988 navíc dosáhla na čistý grandslam.
Tři tituly v osmdesátých letech přidali Švéd Mats Wilander a Čech Ivan Lendl. V roce 1989 se stal vůbec nejmladším mužským vítězem dvouhry na jakémkoli Grand Slamu Američan Michael Chang, když ve věku sedmnácti let a tří měsíců dokázal nejdříve ve čtvrtém kole porazit světovou jedničku Lendla v pětisetové bitvě, v níž už prohrával 0–2 na sety. Ve finále opět v pěti dějstvích zdolal Švéda Stefana Edberga. Překonal tak věkový rekord Matse Wilandra, který Roland Garros 1982 vyhrál v sedmnácti letech a devíti měsících.

#### Od 90. let: Úspěch Evropanů – Nadal a Heninová
V devadesátých letech získali dva tituly za sebou Američan Jim Courier a Španěl Sergi Bruguera. Následovaly tři vítězství světové jedničky Gustavo Kuertena, prvního brazilského vítěze turnaje.

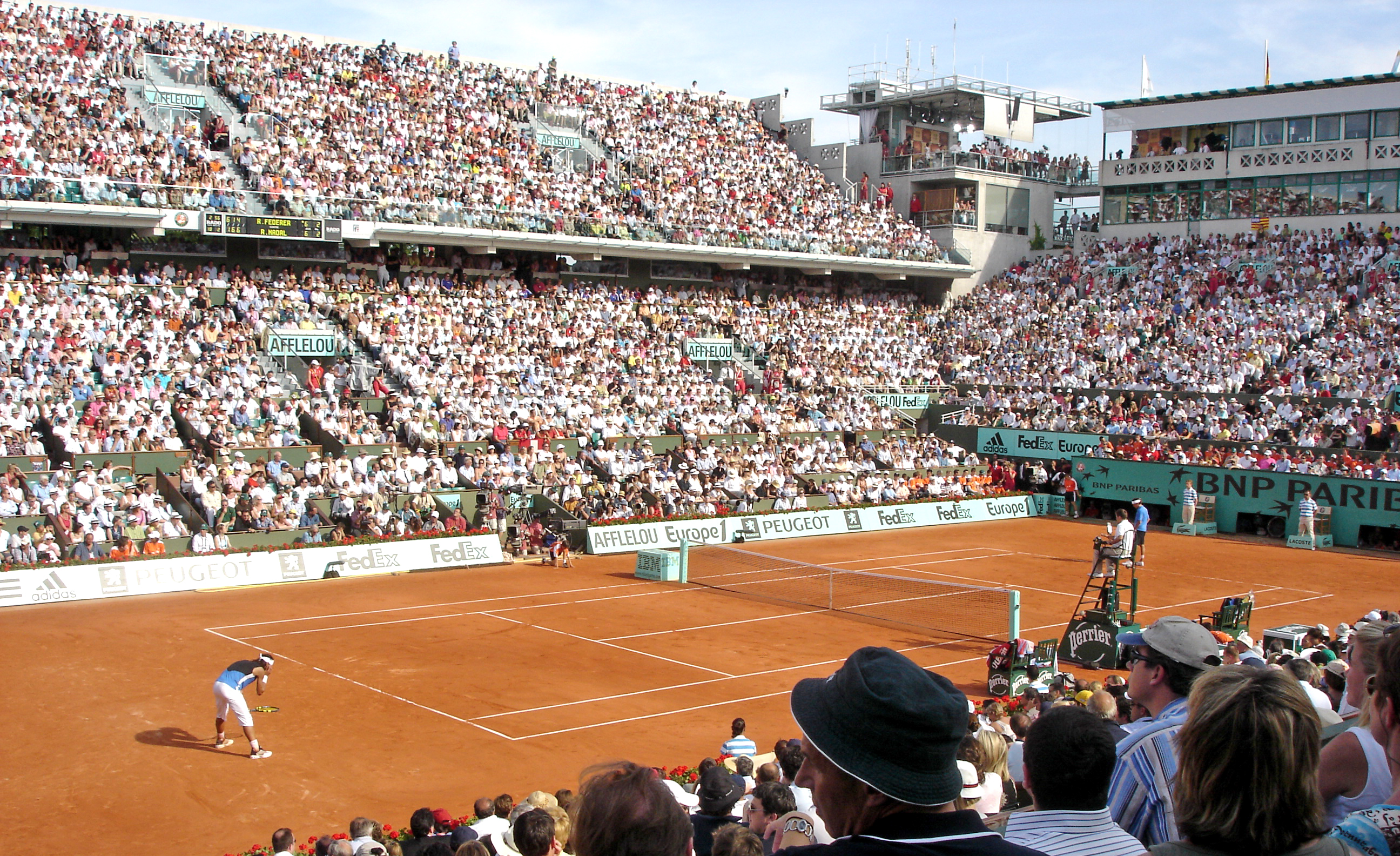
Nadal porazil ve finále ročníku 2006 Federera

Od začátku nového milénia začala španělská éra, kdy po výhrách Alberta Costy a Juana Carlose Ferrera, přišlo do roku 2012 sedm titulů Rafaela Nadala, jehož dominanci od sezóny 2004 přerušil pouze v roce 2009 Švýcar Roger Federer, který tím doplnil sbírku titulů ze všech čtyř grandslamů. V roce 2012 pak Nadal sedmou výhrou překonal Borgův rekord a současně vyrovnal nejvyšší počet vítězných grandslamů ve dvouhře z jediného turnaje, když se zařadil po bok sedmi wimbledonských výher Američana Peta Samprase (později se k nim přidal i Roger Federer, který v to samém roce posedmé vyhrál Wimbledon).
Čistý grandslam v sezóně 1997 unikl Švýcarce Martině Hingisové, když vyhrála tři zbylé grandslamy, ale ve finále French Open 1997 odešla poražena od Chorvatky Ivy Majoliové a nikdy singlový titul na turnaji nezískala. V devadesátých letech dosáhla hattricku – tří výher v řadě Jugoslávka Monika Selešová. Při prvním z nich v roce 1990, kdy jí bylo šestnáct let a šest měsíců, se stala nejmladší vítězkou celé historie French Open.
V sezóně 2002 vyhrála dvouhru Mary Pierceová, první Francouzka od titulu Françoise Dürrové z roku 1967. Do konce první dekády nového tisíciletí se nejvýraznější postavou ženské části Roland Garros stala belgická světová jednička Justine Heninová, která triumfovala celkem čtyřikrát, z toho třikrát v řadě. French Open 2011 pak vyhrála Číňanka Li Na a stala se historicky prvním tenistou z asijské země, jenž dokázal vyhrát dvouhru na jakémkoli grandslamu. Maria Šarapovová si připsala v roce 2012 první titul a jako desátá žena historie tenisu zkompletovala kariérní Grand Slam. Druhou trofej přidala o dva roky později po vítězství nad Simonou Halepovou.

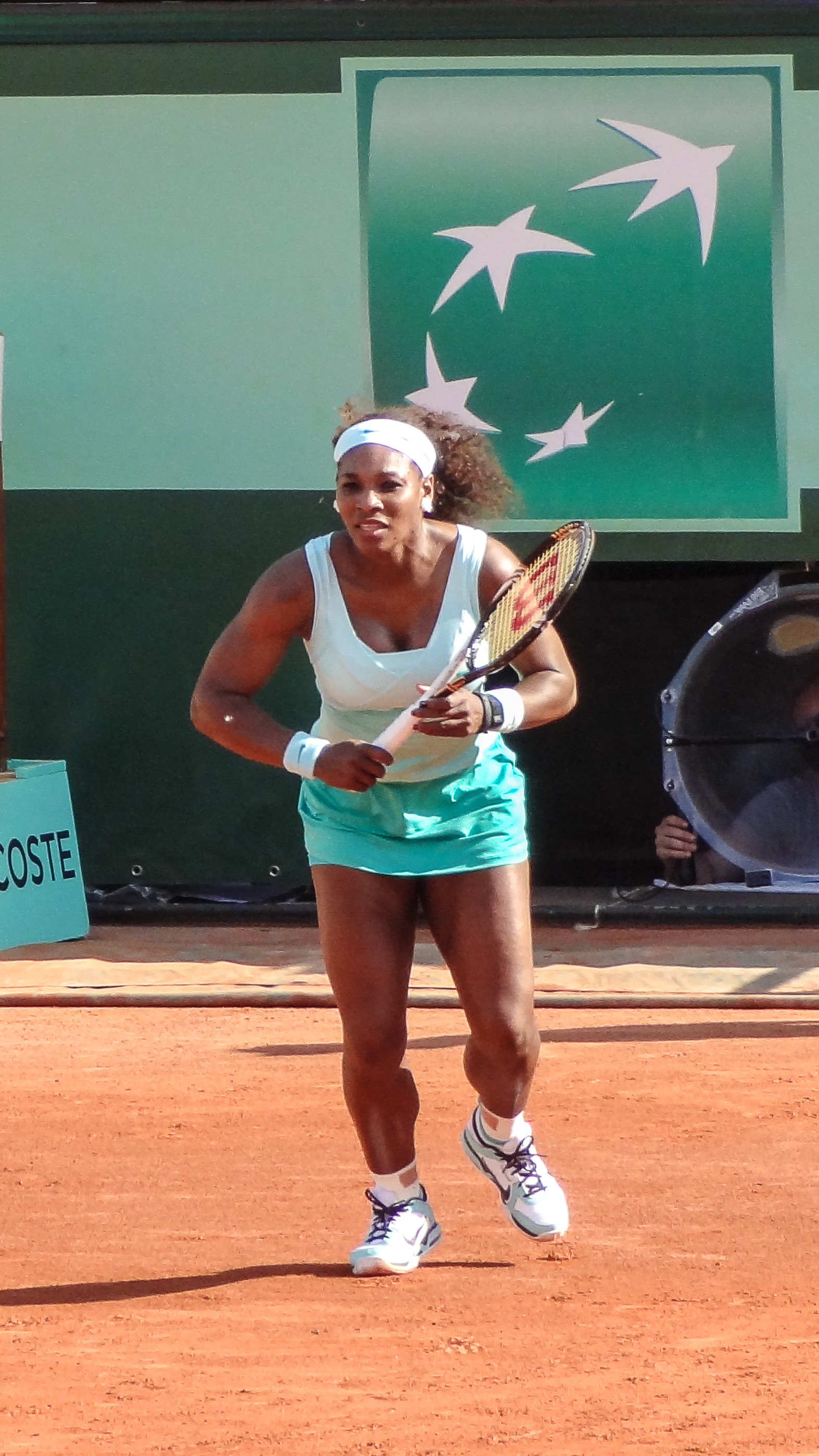
Serena Williamsová vypadla na 111. ročníku poprvé v kariéře hned v úvodním kole grandslamové dvouhry. Následující rok 2013 získala druhý titul.

Rafael Nadal se finálovou výhrou nad Davidem Ferrerem v roce 2013 stal prvním mužem historie, kterému se podařilo jediný grandslam vyhrát osmkrát. Serena Williamsová na stejném ročníku triumfovala podruhé, když titul získala po 11 letech, což představovalo nejdelší prodlevu mezi dvěma grandslamovými vítězstvími v open éře. V následujícím ročníku 2014 vylepšil Španěl svůj rekordní zápis, když získal devátou trofej poté, co ve finále zdolal Djokoviće. Od prvního startu v roce 2005 prohrál během dalších jedenácti odehraných ročníků dva zápasy – v osmifinále 2009 se Švédem Söderlingem a ve čtvrtfinále 2015 s Djokovićem, když ze 70 zbylých klání vyšel vítězně. V ženském deblu 2014 dosáhla na premiérovou trofej z pařížského grandslamu asijská dvojice, kterou tvořily čínská světová jednička Pcheng Šuaj a tchajwanská druhá hráčka žebříčku Sie Šu-wej. Novak Djoković v roce 2016 zkompletoval jako osmý tenista kariérní Grand Slam, stal se třetím hráčem, který vyhrál čtyři majory v řadě. a jako první vydělal na odměnách více než 100 milionů dolarů, když hranici překonal postupem do čtvrtfinále. Druhou španělskou šampionkou z dvouhry se ve stejném ročníku stala nastupující světová dvojka Garbiñe Muguruzaová. Premiérový titul na majorech v roce 2018 vybojovala Rumunka Simona Halepová. Poprvé od roku 1992 tak v obou singlových soutěžích zvítězili světové jedničky.
French Open 2020 probíhal kvůli pandemii covidu-19 na přelomu září a října s hygienickými omezeními. Premiérově od roku 1947 byl hrán mimo tradiční jarní termín a sezónní grandslam poprvé v historii uzavřel. Maximální denní návštěvnost byla snížena na tisíc diváků a smíšená soutěž zrušena. Rafael Nadal na něm od roku 2017 získal čtvrtou trofej v řadě. V Paříži se stal prvním tenistou s alespoň 100 vyhranými zápasy a po Federerovi celkově druhým mužem na jednom z majorů. Představoval rovněž prvního muže otevřené éry, který počtvrté triumfoval na grandslamu bez ztráty setu a prvního tenistu historie, jemuž se podařilo podesáté obhájit titul z jediného grandslamového turnaje. Titul z ženské dvouhry si v roce 2021 odvezla Češka Barbora Krejčíková, která jako šestá pařížská šampionka v řadě vybojovala na Roland Garros premiérový singlový grandslam. Navíc se stala první hráčkou od Mary Pierceové z roku 2000, jež triumfovala během jednoho ročníku i ve čtyřhře. V roce 2022 Nadal navýšil vlastní rekordy, když vyhrál počtrnácté dvouhru a jako první muž získal 22. grandslam. Třetí trofejí v roce 2023 se Srb Novak Djoković stal prvním mužem s dvaceti třemi grandslamy z dvouhry a jako první potřetí zkompletoval kariérní grandslam. Ve 36 letech a 20 dnech vyhrál rovněž jako nejstarší šampion. Sedmnáctou účastí ve čtvrtfinále překonal Nadalův rekord.
V roce 2024 počtvrté zvítězila Polka Iga Świąteková. Třetím pařížským triumfem v řadě se připojila k Selešové a Heninové, které tohoto výkonu v open éře také dosáhly. Titulem s Arévalem zkompletoval v ročníku 2024 Chorvat Mate Pavić kariérní grandslam i Zlatý slam ve čtyřhře.

## Stade Roland-Garros
Tenisový areál Stade Roland-Garros (česky Stadion Rolanda Garrose nebo Tenisový areál Rolanda Garrose) leží v 16. městském obvodu Paříže u Buloňského lesíka. První ročník Roland Garros se v něm odehrál v roce 1928. Po modernizaci z přelomu druhé a třetí dekády 21. století má 18 kurtů s hlavními stadiony Philippa Chatriera, Suzanne Lenglenové a Simonne Mathieuové. S plochou dvanácti hektarů se jedná o nejmenší ze všech grandslamových areálů. Sídlí v něm tenisový svaz Fédération Française de tennis, Národní tréninkové centrum (CNE) a Tenniseum, mapující dějiny tenisu. Stal se i dějištěm tenisového turnaje a finálové fáze boxu na Letních olympijských hrách 2024.

### Přehled dvorců
| Hlavní dvorce                                | Hlavní dvorce           | kapacita | kapacita | otevření | střecha    |
| -------------------------------------------- | ----------------------- | -------- | -------- | -------- | ---------- |
| Court Philippe-Chatrier (dříve Center Court) | Court Philippe-Chatrier | 15 225   | [ 39 ]   | 1928     | zatahovací |
| Court Suzanne-Lenglen (dříve Court A)        | Court Suzanne-Lenglen   | 10 056   | [ 39 ]   | 1994     | zatahovací |
| Court Simonne-Mathieu                        | Court Simonne-Mathieu   | 5 000    | [ 40 ]   | 2019     | není       |
| Court n°14 (v roce 2018 Court n°18)          | Court n°14              | 2 200    | [ 41 ]   | 2018     | není       |

## Sběrači míčků
Na French Open působí 280 sběračů míčků (francouzsky ramasseurs de balles). Jedná se o 12–16leté francouzské chlapce a dívky hrající tenis, kteří během zápasů nosí stejnokroj udělovaný od roku 1979. Jejich výběr probíhá na základě podané žádosti, kterých v roce 2010 přišlo okolo 2 500. Vybraní adepti podstupují před grandslamem vícetýdenní přípravu.

## Mediální pokrytí
Televizní přenos ze všech dvorců areálu ve Francii přenáší veřejnoprávní France Télévisions a streamovací služba Prime Video, která má exkluzitivu na večerní zápasy z centrkurtu, tzv. night session. Mimo francouzské území v roce 2024 přenos putoval 170 televizními stanicemi a digitálními platformami do 220 zemí. Eurosport, součást Warner Bros. Discovery, drží práva od roku 1989. Francouzský tenisový svaz v roce 2024 prodloužil na dalších pět let smlouvu s čínskou státní televizí CCTV a také kontrakt s australským vysílatelem Nine Network.
Ve Spojených státech amerických držela vysílací práva v letech 1975–2024 stanice NBC. Také ESPN přenášela zápasy do roku 2003. Její stanice ESPN2 zprostředkovávala v období 2007–2015 program dopoledního okna v amerických časových pásmech, a to díky sublicenci od Tennis Channelu. Placený Tennis Channel měl v tomto severoamerickém státě kabelová práva do roku 2023. Od roku 2025 získal americká vysílací práva sportovní kanál TNT Sports ze skupiny Warner Bros. Discovery. Ve Spojeném království přenášela pařížský grandslam mezi roky 1981–2011 veřejnoprávní BBC, v období 2012–2021 pak sportovní ITV Sport a v roce 2022 získal minimálně čtyřletou exkluzivitu Eurosport.

## Plakáty
Francouzská tenisová federace zavedla v roce 1980 tradici oficiálních plakátů pro jednotlivé ročníky Roland Garros. Oslovování jsou moderní umělci. Mezi autory se zařadili Jiří Kolář (1986), Pierre Alechinsky (1988), Joan Miró  (1991), Antonio Saura (1997), Hervé Télémaque  (1998), Antoni Tàpies (2000), Arman  (2000) či Daniel HuMAYr (2004). Sbírka plakátů je vystavena v Tenniseu.

## Poháry pro vítěze
Jména vítězů soutěží dvouher jsou vyryta na poháry. Všechny jsou vyrobeny z čistého stříbra:
- vítězce ženské dvouhry náleží pohár „Coupe Suzanne Lenglen“, pojmenovaný po šestinásobné šampionce Suzanne Lenglenové, udělován od roku 1979,
- vítězi mužské dvouhry náleží pohár „Coupe des Mousquetaires“ (Pohár mušketýrů), pojmenovaný v roce 1927 po čtyřech mušketýrech francouzského tenisu,
- vítězům mužské čtyřhry náleží „Coupe Jacques Brugnon“, pojmenovaný po Jacquesi Brugnonovi,
- vítězkám ženské čtyřhry náleží pohár „Coupe Simonne Mathieu“, pojmenovaný po šestinásobné šampionce a člence Hnutí odporu Simonne Mathieuové,
- vítězům smíšené čtyřhry náleží pohár „Coupe Marcel Bernard“, pojmenovaný po šampionu Marcelu Bernardovi

Všichni vítězové obdrží nepatrně menší stříbrné repliky pohárů vyrobené firmou Maison Mellerio, sídlící na pařížské ulici Rue de la Paix.

## Dotace turnaje
Celková dotace French Open 2025 činila 56 352 000 eur, což představovalo meziroční nárůst o 5,21 %. Rozpočet hlavních soutěží se zvýšil o 6,37 %. Vyřazení v prvním kole dvouhry obdrželi 78 tisíc a vítězové 2,55 milionu eur.
| Soutěž  | vítězové    | finalisté   | semifinalisté | čtvrtfinalisté | 16 v kole | 32 v kole | 64 v kole | 128 v kole | Q3       | Q2       | Q1       |
| ------- | ----------- | ----------- | ------------- | -------------- | --------- | --------- | --------- | ---------- | -------- | -------- | -------- |
| Dvouhry | 2 550 000 € | 1 275 000 € | 690 000 €     | 440 000 €      | 265 000 € | 168 000 € | 117 000 € | 78 000 €   | 43 000 € | 29 500 € | 21 000 € |
| Čtyřhry | 590 000 €   | 295 000 €   | 148 000 €     | 80 000 €       | 43 500 €  | 27 500 €  | 17 500 €  | —          | —        | —        | —        |
| Mix     | 122 000 €   | 61 000 €    | 31 000 €      | 17 500 €       | 10 000 €  | 5 000 €   | —         | —          | —        | —        | —        |

Vysvětlivky
1. 1 2 3  Poražení v 1.–3. kole kvalifikace
2. 1 2  Částky v soutěžích čtyřher jsou uvedeny na pár.

## Bodové hodnocení
Tabulka uvádí zisk bodů do žebříčku mužů (ATP) a žen (WTA).
| Soutěž       | vítězové | finalisté | semifinalisté | čtvrtfinalisté | 16 v kole | 32 v kole | 64 v kole | 128 v kole | QV | Q3 | Q2 | Q1 |
| ------------ | -------- | --------- | ------------- | -------------- | --------- | --------- | --------- | ---------- | -- | -- | -- | -- |
| Dvouhra mužů | 2000     | 1300      | 800           | 400            | 200       | 100       | 50        | 10         | 30 | 16 | 8  | 0  |
| Čtyřhra mužů | 2000     | 1200      | 720           | 360            | 180       | 90        | 0         | —          | —  | —  | —  | —  |
| Dvouhra žen  | 2000     | 1300      | 780           | 430            | 240       | 130       | 70        | 10         | 40 | 30 | 20 | 2  |
| Čtyřhra žen  | 2000     | 1300      | 780           | 430            | 240       | 130       | 10        | —          | —  | —  | —  | —  |

Vysvětlivky
1. ↑  Vítěz kvalifikačního kola postupující do dvouhry. Kvalifikantům se v případě prohry v prvním kole dvouhry započetla vyšší hodnota bodů za výhru v kvalifikaci namísto bodů určených pro poražené v úvodu dvouhry.
2. 1 2 3  Poražení v 1.–3. kole kvalifikace

## Vítězové 2025

### Galerie

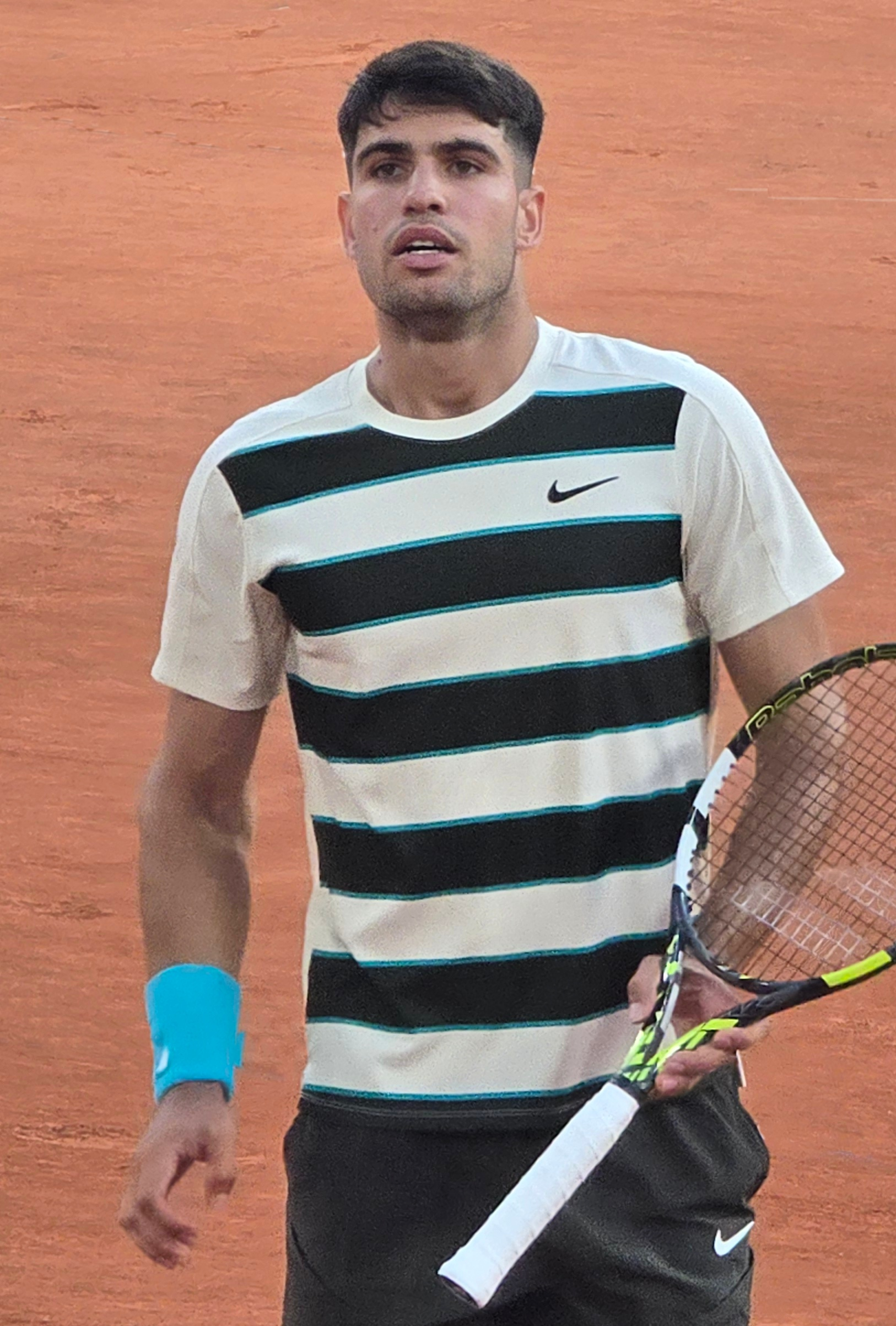
Carlos Alcaraz mužská dvouhra
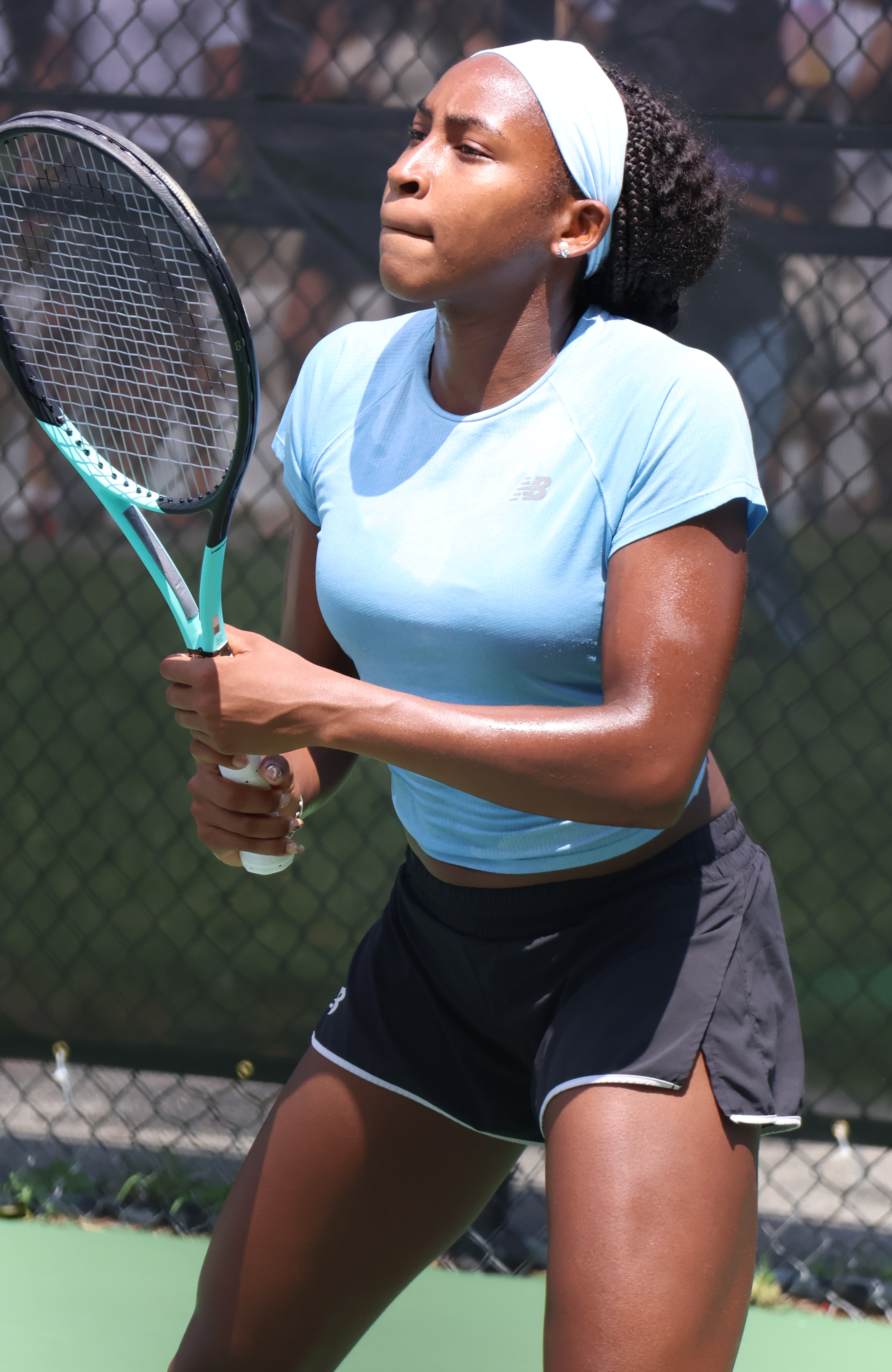
Coco Gauffová ženská dvouhra
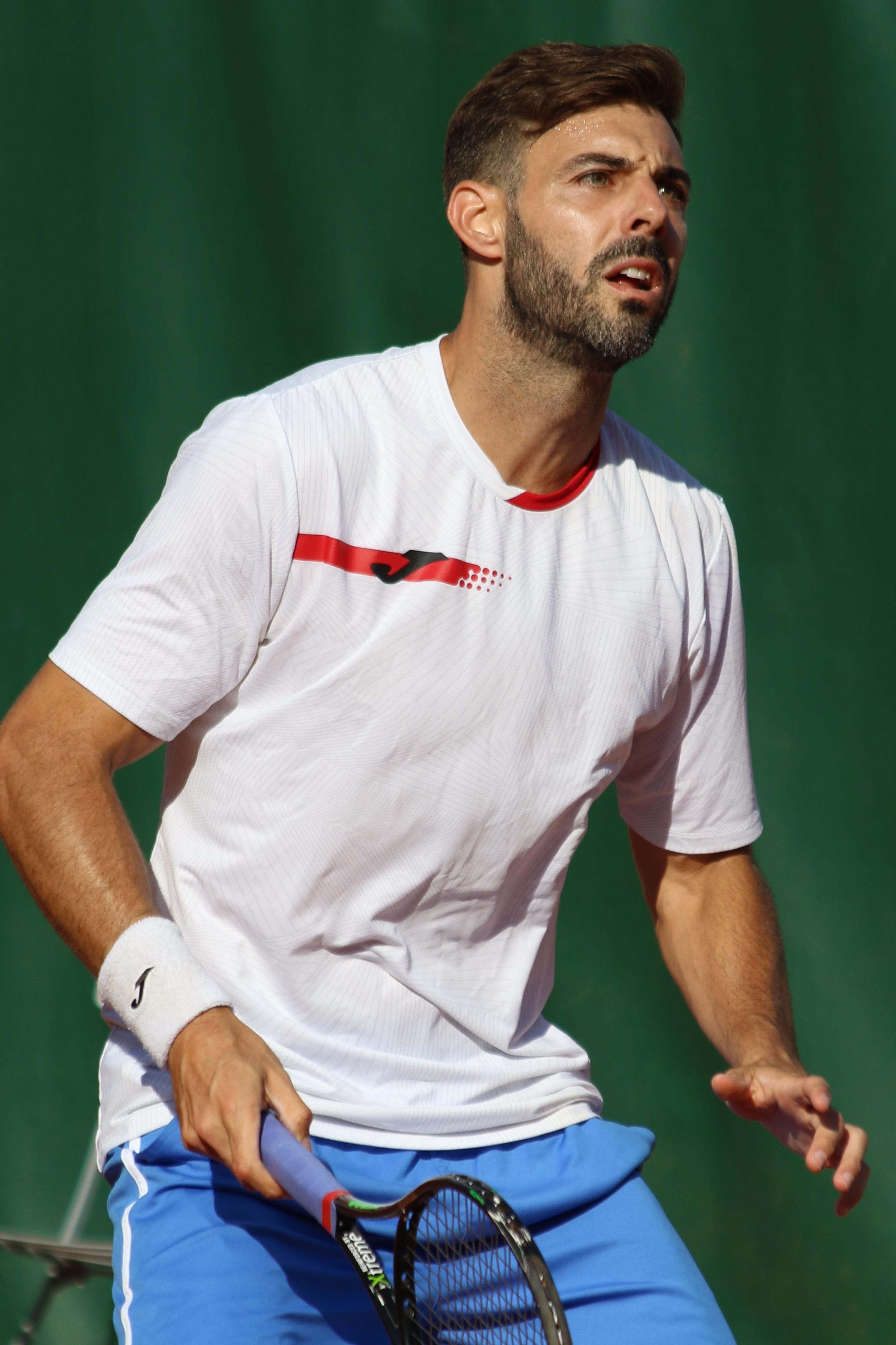
Marcel Granollers mužská čtyřhra
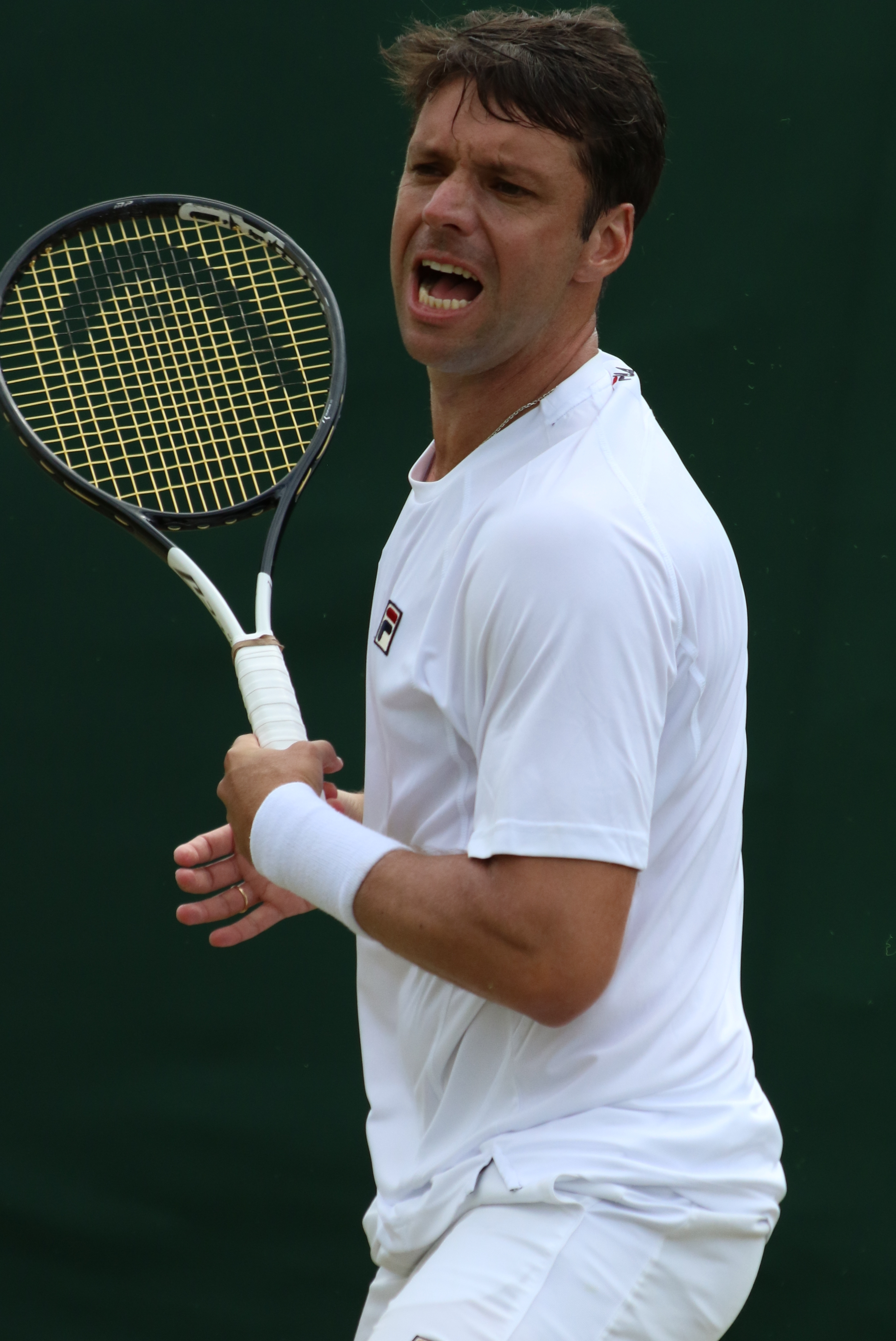
Horacio Zeballos mužská čtyřhra
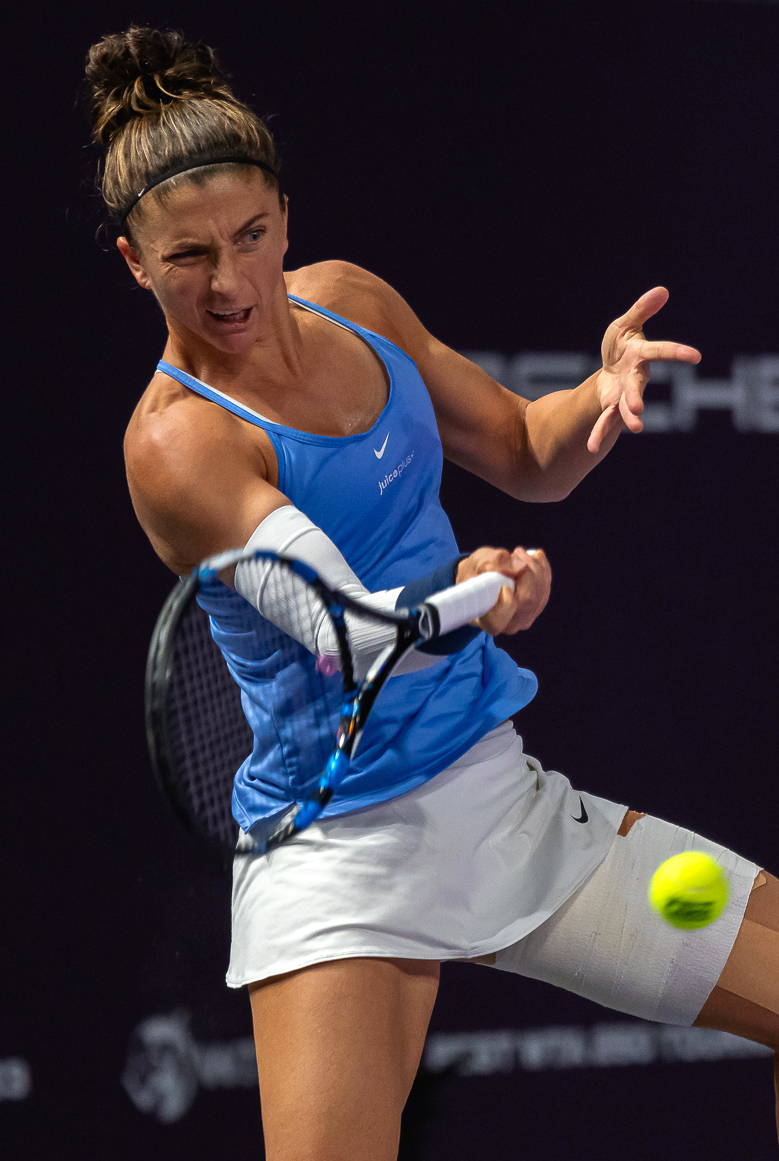
Sara Erraniová ženská čtyřhra
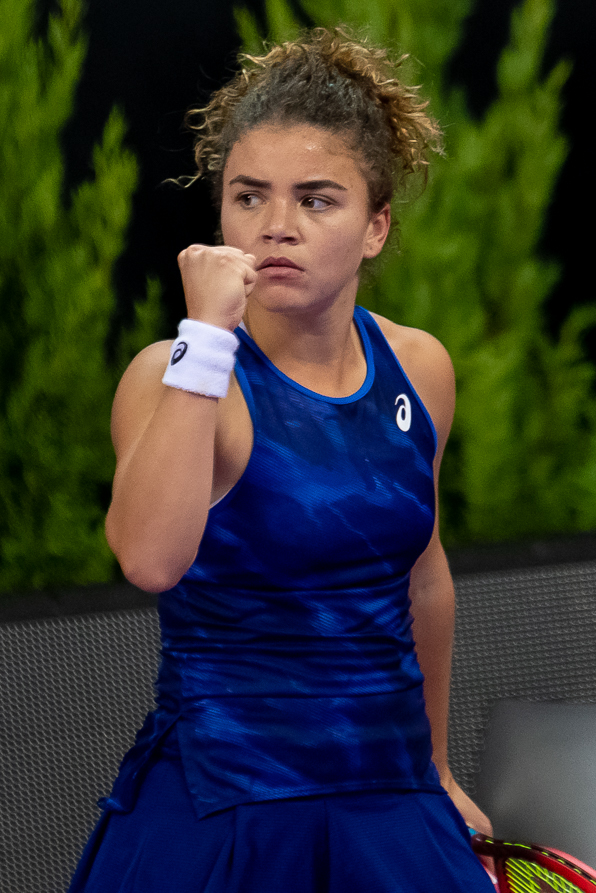
Jasmine Paoliniová ženská čtyřhra
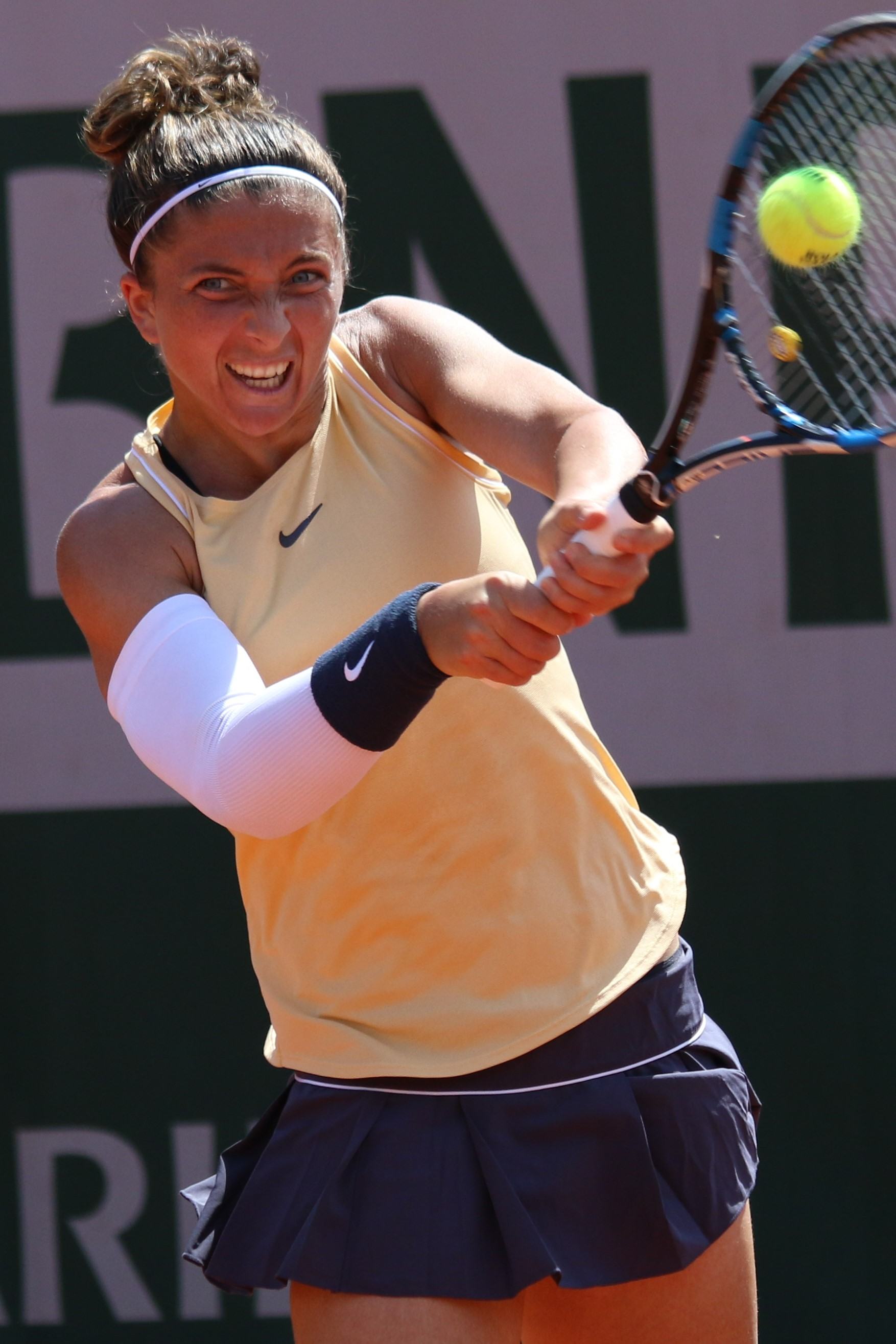
Sara Erraniová smíšená čtyřhra
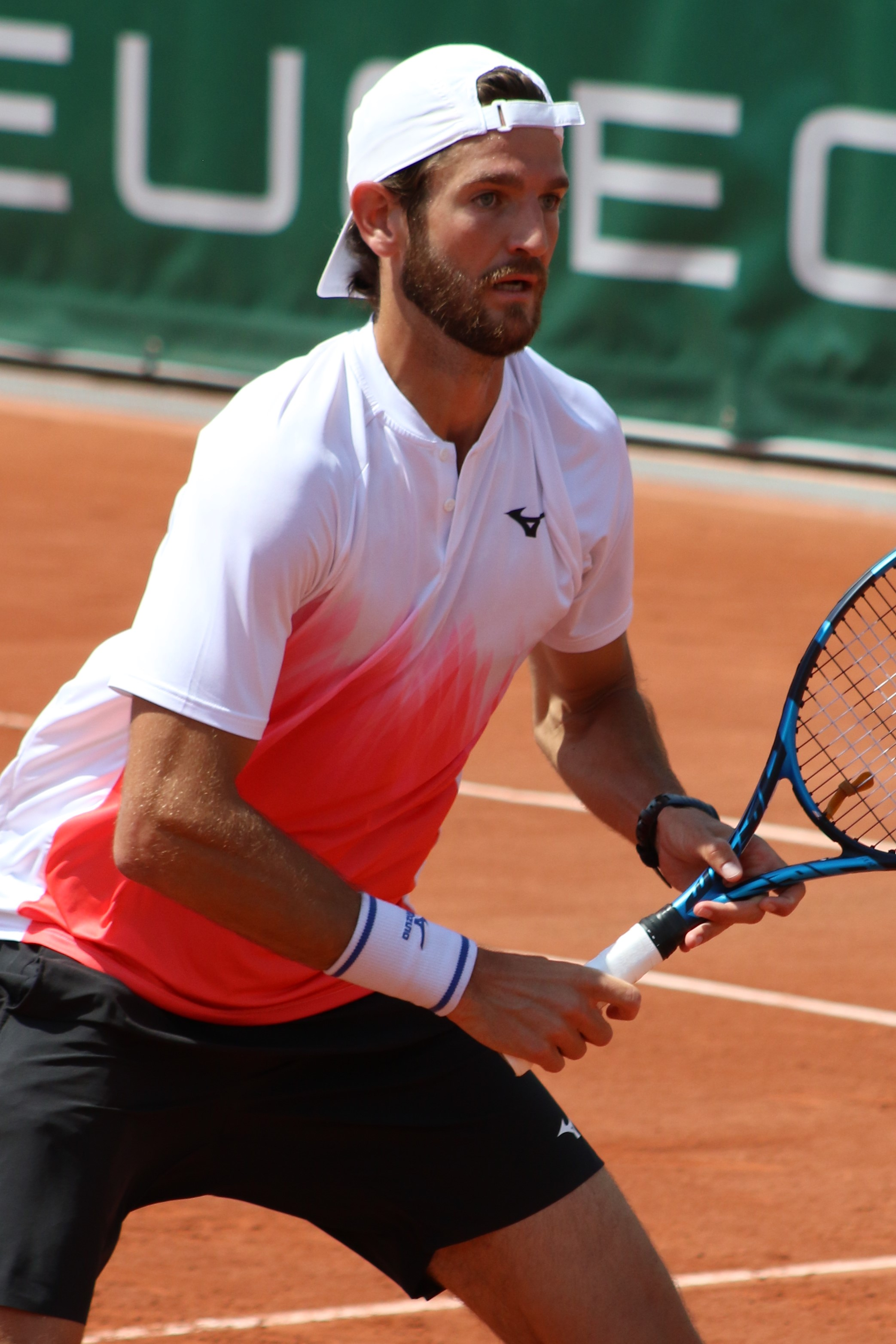
Andrea Vavassori smíšená čtyřhra

### Finále soutěží
| Vítězové a finalisté French Open 2025 | Vítězové a finalisté French Open 2025 | Vítězové a finalisté French Open 2025 | Vítězové a finalisté French Open 2025   |
| Soutěž                                | vítězové                              | finalisté                             | výsledek                                |
| ------------------------------------- | ------------------------------------- | ------------------------------------- | --------------------------------------- |
| Mužská dvouhra                        | Carlos Alcaraz                        | Jannik Sinner                         | 4–6, 6–7(4–7), 6–4, 7–6(7–3), 7–6(10–2) |
| Ženská dvouhra                        | Coco Gauffová                         | Aryna Sabalenková                     | 6–7(5–7), 6–2, 6–4                      |
| Mužská čtyřhra                        | Marcel Granollers Horacio Zeballos    | Joe Salisbury Neal Skupski            | 6–0, 6–7(5–7), 7–5                      |
| Ženská čtyřhra                        | Sara Erraniová Jasmine Paoliniová     | Anna Danilinová Aleksandra Krunićová  | 6–4, 2–6, 6–1                           |
| Smíšená čtyřhra                       | Sara Erraniová Andrea Vavassori       | Taylor Townsendová Evan King          | 6–4, 6–2                                |

## Přehled rekordů
| Rekord                                                     | Éra     | Tenista                                                      | Počet | Roky                                                                               |
| ---------------------------------------------------------- | ------- | ------------------------------------------------------------ | ----- | ---------------------------------------------------------------------------------- |
| Muži od roku 1891                                          |         |                                                              |       |                                                                                    |
| Nejvíce titulů ve dvouhře                                  | do 1925 | Max Decugis                                                  | 8     | 1903, 1904, 1907, 1908, 1909, 1912, 1913, 1914                                     |
| Nejvíce titulů ve dvouhře                                  | 1925–67 | Henri Cochet                                                 | 4     | 1926, 1928, 1930, 1932 titul na WHCC: 1922                                         |
| Nejvíce titulů ve dvouhře                                  | od 1968 | Rafael Nadal                                                 | 14    | 2005, 2006, 2007, 2008, 2010, 2011, 2012, 2013, 2014, 2017, 2018, 2019, 2020, 2022 |
| Nejvíce titulů ve dvouhře v řadě                           | do 1925 | Paul Aymé                                                    | 4     | 1897, 1898, 1899, 1900                                                             |
| Nejvíce titulů ve dvouhře v řadě                           | 1925–68 | Frank Parker Jaroslav Drobný Tony Trabert Nicola Pietrangeli | 2     | 1948, 1949 1951, 1952 1954, 1955 1959, 1960                                        |
| Nejvíce titulů ve dvouhře v řadě                           | od 1968 | Rafael Nadal                                                 | 5     | 2010, 2011, 2012, 2013, 2014                                                       |
| Nejvíce titulů ve čtyřhře                                  | do 1925 | Max Decugis                                                  | 13    | 1902, 1903, 1904, 1905, 1906, 1907, 1908, 1909, 1911, 1912, 1913, 1914, 1920       |
| Nejvíce titulů ve čtyřhře                                  | 1925–67 | Roy Emerson                                                  | 6     | 1960, 1962, 1961, 1963, 1964, 1965                                                 |
| Nejvíce titulů ve čtyřhře                                  | od 1968 | Max Mirnyj Daniel Nestor                                     | 4     | 2005, 2006, 2011, 2012 2007, 2010, 2011, 2012                                      |
| Nejvíce titulů ve čtyřhře v řadě                           | do 1925 | Max Decugis                                                  | 13    | 1902, 1903, 1904, 1905, 1906, 1907, 1908, 1909, 1910, 1911, 1912, 1913, 1914       |
| Nejvíce titulů ve čtyřhře v řadě                           | 1925–67 | Roy Emerson                                                  | 6     | 1960, 1961, 1962, 1963, 1964, 1965                                                 |
| Nejvíce titulů ve čtyřhře v řadě                           | od 1968 | Daniel Nestor                                                | 3     | 2010, 2011, 2012                                                                   |
| Nejvíce titulů v mixu mezi muži                            | do 1925 | Max Decugis                                                  | 7     | 1904, 1905, 1906, 1908, 1909, 1914, 1920                                           |
| Nejvíce titulů v mixu mezi muži                            | od 1968 | Jean-Claude Barclay                                          | 3     | 1968, 1971, 1973                                                                   |
| Nejvíce titulů celkově mezi muži (dvouhra, čtyřhra, mix)   | do 1925 | Max Decugis                                                  | 29    | 1902–1920 (8 dvouhra, 14 čtyřhra, 7 mix)                                           |
| Nejvíce titulů celkově mezi muži (dvouhra, čtyřhra, mix)   | 1925–67 | Roy Emerson                                                  | 8     | 1960–1967 (2 dvouhra, 6 čtyřhra)                                                   |
| Nejvíce titulů celkově mezi muži (dvouhra, čtyřhra, mix)   | od 1968 | Rafael Nadal                                                 | 14    | 2005–2022 (14 dvouhra)                                                             |
| Ženy od roku 1897                                          |         |                                                              |       |                                                                                    |
| Nejvíce titulů ve dvouhře                                  | do 1967 | Suzanne Lenglenová                                           | 6     | 1920, 1921, 1922, 1923, 1925, 1926 tituly na WHCC: 1914, 1921, 1922, 1923          |
| Nejvíce titulů ve dvouhře                                  | od 1968 | Chris Evertová                                               | 7     | 1974, 1975, 1979, 1980, 1983, 1985, 1986                                           |
| Nejvíce titulů ve dvouhře v řadě                           | do 1967 | Jeanne Mattheyová Suzanne Lenglenová                         | 4     | 1909, 1910, 1911, 1912 1920, 1921, 1922, 1923                                      |
| Nejvíce titulů ve dvouhře v řadě                           | od 1968 | / Monika Selešová Justine Heninová Iga Świąteková            | 3     | 1990, 1991, 1992 2005, 2006, 2007 2022, 2023, 2024                                 |
| Nejvíce titulů ve čtyřhře                                  | do 1967 | Simonne Mathieuová                                           | 6     | 1933, 1934, 1936, 1937, 1938, 1939                                                 |
| Nejvíce titulů ve čtyřhře                                  | od 1968 | / Martina Navrátilová                                        | 7     | 1975, 1982, 1984, 1985, 1987, 1988, 1986                                           |
| Nejvíce titulů ve čtyřhře v řadě                           | do 1967 | Simonne Mathieuová Doris Hartová Shirley Fryová              | 4     | 1936, 1937, 1938, 1939 1950, 1951, 1952, 1953 1950, 1951, 1952, 1953               |
| Nejvíce titulů ve čtyřhře v řadě                           | od 1968 | Martina Navrátilová Gigi Fernándezová                        | 5     | 1984, 1985, 1987, 1988, 1986 1991, 1992, 1993, 1994, 1995                          |
| Nejvíce titulů v mixu mezi ženami                          | do 1967 | Suzanne Lenglenová                                           | 7     | 1914, 1920, 1921, 1922, 1923, 1925, 1926                                           |
| Nejvíce titulů v mixu mezi ženami                          | od 1968 | Françoise Dürrová Katarina Srebotniková                      | 3     | 1968, 1971, 1973 1999, 2006, 2010                                                  |
| Nejvíce titulů celkově mezi ženami (dvouhra, čtyřhra, mix) | do 1967 | Suzanne Lenglenová                                           | 15    | 1919–1926 (6 dvouhra, 2 čtyřhra, 7 mix)                                            |
| Nejvíce titulů celkově mezi ženami (dvouhra, čtyřhra, mix) | od 1968 | / Martina Navrátilová                                        | 11    | 1974–88 (2 dvouhra, 7 čtyřhra, 2 mix)                                              |

| Rekord                             | Soutěž      | Tenista                                                                  | Popis rekordu                                           |                                                         |
| ---------------------------------- | ----------- | ------------------------------------------------------------------------ | ------------------------------------------------------- | ------------------------------------------------------- |
| Nejmladší vítězové dvouhry         | muži        | Michael Chang                                                            | 17 let a 3 měsíce (1989)                                | 17 let a 3 měsíce (1989)                                |
| Nejmladší vítězové dvouhry         | ženy        | Monika Selešová                                                          | 16 let a 189 dní (1990)                                 | 16 let a 189 dní (1990)                                 |
| Nejstarší vítězové dvouhry         | muži        | Novak Djoković                                                           | 36 let a 20 dní (2023)                                  | 36 let a 20 dní (2023)                                  |
| Nejstarší vítězové dvouhry         | ženy        | Zsuzsa Körmöczyová                                                       | 33 let a 279 dní (1958) – celkově                       | 33 let a 279 dní (1958) – celkově                       |
| Nejstarší vítězové dvouhry         | ženy        | Serena Williamsová                                                       | 33 let a 254 dní (2015) – otevřená éra                  | 33 let a 254 dní (2015) – otevřená éra                  |
| Nejstarší vítěz soutěže            | bez rozdílu | Elizabeth Ryanová                                                        | 42 let a 88 dní (1934, ženská čtyřhra)                  | 42 let a 88 dní (1934, ženská čtyřhra)                  |
| Nejdelší zápas                     | muži        | Fabrice Santoro Arnaud Clément                                           | 6.33 hod (1. kolo, 2004) 6–4, 6–3, 6–7, 3–6, 16–14      | 6.33 hod (1. kolo, 2004) 6–4, 6–3, 6–7, 3–6, 16–14      |
| Nejdelší zápas                     | ženy        | Virginie Buissonová Noëlle van Lottumová                                 | 4.07 hod (1. kolo, 1995) – podle času 6–7, 7–5, 6–2     | 4.07 hod (1. kolo, 1995) – podle času 6–7, 7–5, 6–2     |
| Nejdelší zápas                     | ženy        | Kerry Melvilleová Pam Teeguardenová                                      | 56 gamů (3. kolo, 1972) – podle gamů 9–7, 4–6, 16–14    | 56 gamů (3. kolo, 1972) – podle gamů 9–7, 4–6, 16–14    |
| Nejdelší finále                    | bez rozdílu | Carlos Alcaraz Jannik Sinner                                             | 5.29 hod (2025) 4–6, 6–7(4–7), 6–4, 7–6(7–3), 7–6(10–2) | 5.29 hod (2025) 4–6, 6–7(4–7), 6–4, 7–6(7–3), 7–6(10–2) |
| Nejvíce proher ve finále           | muži        | Roger Federer Novak Djoković                                             | 2006, 2007, 2008, 2011 2012, 2014, 2015, 2020           | 2006, 2007, 2008, 2011 2012, 2014, 2015, 2020           |
| Nejvíce proher ve finále           | ženy        | Simonne Mathieuová                                                       | 1929, 1932, 1933, 1935, 1936, 1937                      | 1929, 1932, 1933, 1935, 1936, 1937                      |
| Nenasazení vítězové dvouhry        | muži        | Marcel Bernard Mats Wilander Gustavo Kuerten Gastón Gaudio               | 1946 1982 1997 2004                                     | 1946 1982 1997 2004                                     |
| Nenasazení vítězové dvouhry        | ženy        | Margaret Scrivenová Jeļena Ostapenková Iga Świąteková Barbora Krejčíková | 1933 2017 2020 2021                                     | 1933 2017 2020 2021                                     |
| Nejpozději skončený zápas          | bez rozdílu | Novak Djoković Lorenzo Musetti                                           | 3.08 hod (4. kolo, 2024) 7–5, 6–7, 2–6, 6–3, 6–0        | 3.08 hod (4. kolo, 2024) 7–5, 6–7, 2–6, 6–3, 6–0        |
| Nejlepší výsledek kvalifikanta     | ženy        | Nadia Podoroská                                                          | semifinále (2020)                                       |                                                         |
| Nejlepší výsledek na divokou kartu | ženy        | Loïs Boissonová                                                          | semifinále (2025)                                       |                                                         |

### Nejvíce titulů v otevřené éře
| Tenista                      | Stát           | Počet | rok                                                                                |
| ---------------------------- | -------------- | ----- | ---------------------------------------------------------------------------------- |
| Mužská dvouhra               |                |       |                                                                                    |
| Rafael Nadal                 | Španělsko      | 14    | 2005, 2006, 2007, 2008, 2010, 2011, 2012, 2013, 2014, 2017, 2018, 2019, 2020, 2022 |
| Björn Borg                   | Švédsko        | 6     | 1974, 1975, 1978, 1979, 1980, 1981                                                 |
| Mats Wilander                | Švédsko        | 3     | 1982, 1985, 1988                                                                   |
| Ivan Lendl                   | Československo | 3     | 1984, 1986, 1987                                                                   |
| Gustavo Kuerten              | Brazílie       | 3     | 1997, 2000, 2001                                                                   |
| Novak Djoković               | Srbsko         | 3     | 2016, 2021, 2023                                                                   |
| Ženská dvouhra               |                |       |                                                                                    |
| Chris Evertová               | USA            | 7     | 1974, 1975, 1979, 1980, 1983, 1985, 1986                                           |
| Steffi Grafová               | Německo        | 6     | 1987, 1988, 1993, 1995, 1996, 1999                                                 |
| Justine Heninová             | Belgie         | 4     | 2003, 2005, 2006, 2007                                                             |
| Iga Świąteková               | Polsko         | 4     | 2020, 2022, 2023, 2024                                                             |
| Margaret Courtová            | Austrálie      | 3     | 1969, 1970, 1973                                                                   |
| Monika Selešová              | Jugoslávie     | 3     | 1990, 1991, 1992                                                                   |
| Arantxa Sánchezová Vicariová | Španělsko      | 3     | 1989, 1994, 1998                                                                   |
| Serena Williamsová           | USA            | 3     | 2002, 2013, 2015                                                                   |

## Československá a česká stopa

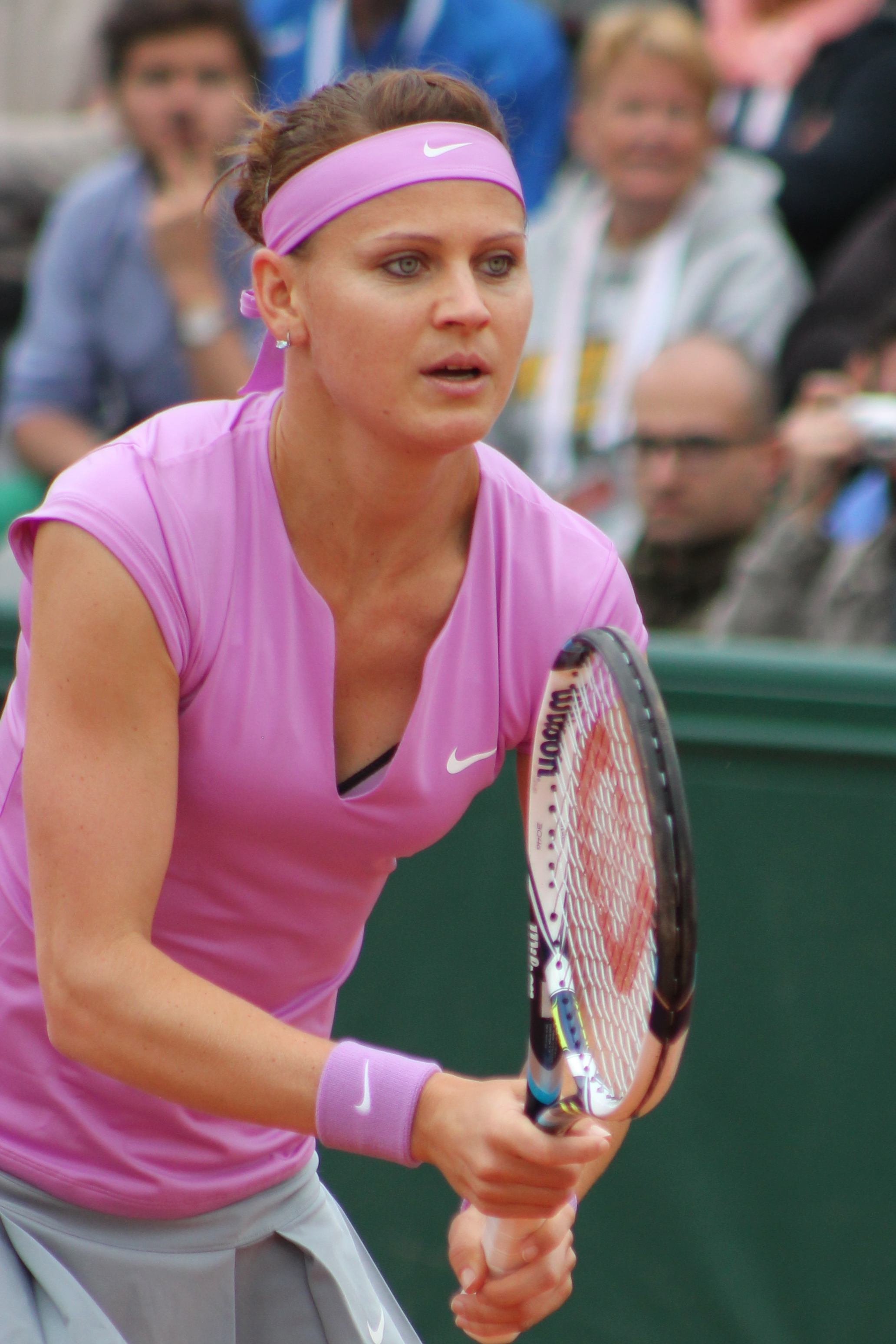
Lucie Šafářová prohrála roku 2015 finále dvouhry a vyhrála čtyřhru

Pět finále dvouhry si zahrál Jaroslav Drobný. V letech 1946, 1948 a 1950 odešel z boje o titul poražen, poté již jako egyptský občan získal dva tituly. Jan Kodeš se stal od roku 1925 pátým tenistou turnaje, který dosáhl na dvě výhry v řadě, když triumfoval v letech 1970 a 1971. Tři tituly v 80. letech přidal Ivan Lendl, jenž další dvě finále prohrál. Petr Korda si zahrál finále v ročnících 1990 a 1992. Poprvé nestačil na Ivaniševiće a podruhé na Couriera. 
V letech 1957 a 1963 se do semifinále dvouhry probojovala Věra Pužejová-Suková, která roku 1957 zvítězila s Jiřím Javorským ve smíšené čtyřhře. V roce 1975 odešla z boje o titul poražena Martina Navrátilová. Následující sezónu neuspěla také Renáta Tomanová. Premiérový a zároveň jediný československý ženský titul získala roku 1981 Hana Mandlíková. V roce 2015 se do finále dostala Lucie Šafářová, avšak v něm nestačila na Serenu Williamsovou ze Spojených států. V roce 2019 se do závěrečného zápasu dvouhry probojovala 19letá Markéta Vondroušová, jakožto první teenagerka od sezóny 2007, kterou přehrála Australanka Ashleigh Bartyová. V ročníku 2021 získala první singlový grandslam Barbora Krejčíková. Z Paříže si pak jako sedmá tenistka otevřené éry odvezla během jednoho ročníku i deblovou trofej, v níž startovala s Kateřinou Siniakovou.
Finále mužské čtyřhry si třikrát zahrál Lukáš Dlouhý, z toho v roce 2009 s Paesem vyhrál. V letech 1996 a 1997 triumfoval Daniel Vacek spolu s Rusem Kafelnikovem a v roce 2001 odešli z boje o titul poraženi Petr Pála a Pavel Vízner.

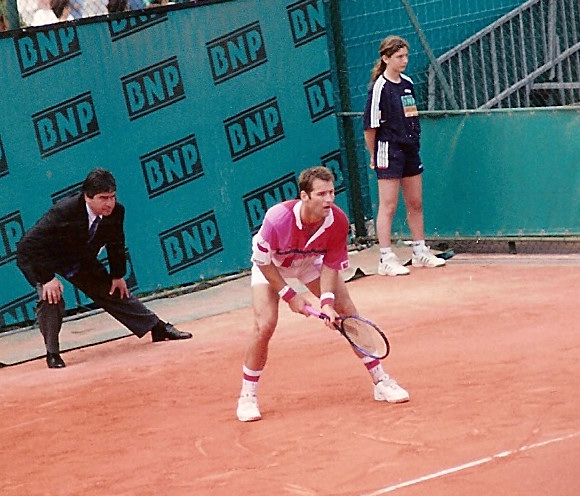
Karel Nováček v 1. kole ročníku 1994

Roku 1986 si titul připsal také Tomáš Šmíd, když vytvořil pár s Australanem Johnem Fitzgeraldem. První deblovou výhru pro Československo z Roland Garros zajistil v roce 1948 Jaroslav Drobný, který hrál se Švédem Lennartem Bergelinem.
V ženské čtyřhře zvítězila v roce 1975 Martina Navrátilová, když nastoupila s Chris Evertovou. V roce 1977 získala titul Regina Maršíková spolu s Teeguardenovou. V sezóně 1990 pak triumfovaly Jana Novotná a Helena Suková. Novotná si výhru zopakovala další rok s Gigi Fernándezovou a také roku 1998 s Martinou Hingisovou. V sezóně 2011 zvedly vítězný pohár nad hlavu Andrea Hlaváčková a Lucie Hradecká. V letech 2015 a 2017 triumfovala Lucie Šafářová společně s Američankou Bethanie Mattekovou-Sandsovou. V sezónách 2018 a 2021 ovládly debl Barbora Krejčíková s Kateřinou Siniakovou. V roce 2024 přidala Siniaková trofej po boku Američanky Coco Gauffové.
Roku 1974 ovládla soutěž smíšené čtyřhry Martina Navrátilová, když nastoupila s Ivanem Molinou. V sezóně 1978 vyhráli mix Tomanová s Pavlem Složilem a roku 1980 pak v boji o titul Tomanová se Stanislavem Birnerem neuspěli. V sezóně 1991 vyhráli smíšenou čtyřhru také sourozenci Helena a Cyril Sukovi.

### Přehled finále
| Rok             | vítěz                                   | finalista                               | výsledek                |
| Dvouhra mužů    | Dvouhra mužů                            | Dvouhra mužů                            | Dvouhra mužů            |
| --------------- | --------------------------------------- | --------------------------------------- | ----------------------- |
| 1938            | Don Budge                               | Roderich Menzel                         | 6–3, 6–2, 6–4           |
| 1946            | Marcel Bernard                          | Jaroslav Drobný                         | 3–6, 2–6, 6–1, 6–4, 6–3 |
| 1948            | Frank Parker                            | Jaroslav Drobný                         | 6–4, 7–5, 5–7, 8–6      |
| 1950            | Budge Patty                             | Jaroslav Drobný                         | 6–1, 6–2, 3–6, 5–7, 7–5 |
| 1970            | Jan Kodeš                               | Željko Franulović                       | 6–2, 6–4, 6–0           |
| 1971            | Jan Kodeš                               | Ilie Năstase                            | 8–6, 6–2, 2–6, 7–5      |
| 1981            | Björn Borg                              | Ivan Lendl                              | 6–1, 4–6, 6–2, 3–6, 6–1 |
| 1984            | Ivan Lendl                              | John McEnroe                            | 3–6, 2–6, 6–4, 7–5, 7–5 |
| 1985            | Mats Wilander                           | Ivan Lendl                              | 3–6, 6–4, 6–2, 6–2      |
| 1986            | Ivan Lendl                              | Mikael Pernfors                         | 6–3, 6–2, 6–4           |
| 1987            | Ivan Lendl                              | Mats Wilander                           | 7–5, 6–2, 3–6, 7–6(7–3) |
| 1992            | Jim Courier                             | Petr Korda                              | 7–5, 6–2, 6–1           |
| Dvouhra žen     |                                         |                                         |                         |
| 1975            | Chris Evertová                          | Martina Navrátilová                     | 2–6, 6–2, 6–1           |
| 1976            | Sue Barkerová                           | Renáta Tomanová                         | 6–2, 0–6, 6–2           |
| 1981            | Hana Mandlíková                         | Sylvia Haniková                         | 6–2, 6–4                |
| 2015            | Serena Williamsová                      | Lucie Šafářová                          | 6–3, 6–7(2–7), 6–2      |
| 2019            | Ashleigh Bartyová                       | Markéta Vondroušová                     | 6–1, 6–3                |
| 2021            | Barbora Krejčíková                      | Anastasija Pavljučenkovová              | 6–1, 2–6, 6–4           |
| 2023            | Iga Świąteková                          | Karolína Muchová                        | 6–2, 5–7, 6–4           |
| Čtyřhra mužů    |                                         |                                         |                         |
| 2009            | Lukáš Dlouhý Leander Paes               | Wesley Moodie Dick Norman               | 3–6, 6–3, 6–2           |
| Čtyřhra žen     |                                         |                                         |                         |
| 2011            | Lucie Hradecká Andrea Hlaváčková        | Jelena Vesninová Sania Mirzaová         | 6–4, 6–3                |
| 2015            | Lucie Šafářová Bethanie Mattek-Sandsová | Casey Dellacquová Jaroslava Švedovová   | 3–6, 6–4, 6–2           |
| 2017            | Lucie Šafářová Bethanie Mattek-Sandsová | Ashleigh Bartyová Casey Dellacquová     | 6–2, 6–1                |
| 2018            | Barbora Krejčíková Kateřina Siniaková   | Eri Hozumiová Makoto Ninomijová         | 6–3, 6–3                |
| 2021            | Barbora Krejčíková Kateřina Siniaková   | Bethanie Mattek-Sandsová Iga Świąteková | 6–4, 6–2                |
| 2024            | Coco Gauffová Kateřina Siniaková        | Sara Erraniová Jasmine Paoliniová       | 7–6(7–5), 6–3           |
| Smíšená čtyřhra |                                         |                                         |                         |
| 2013            | Lucie Hradecká František Čermák         | Kristina Mladenovicová Daniel Nestor    | 1–6, 6–4, 10–6          |
| 2015            | Bethanie Mattek-Sandsová Mike Bryan     | Lucie Hradecká Marcin Matkowski         | 7–6(7–3), 6–1           |